# Nathu La
Nathu La (en tibetano: རྣ་ཐོས་ལ nepalés: नाथू ला, hindi:नाथूला दर्रा; chino: 乃|堆|拉|山|口 Nǎiduīlā Shānkǒu) es un paso de montaña en el Himalaya. Conecta el estado indio de Sikkim con la Región Autónoma del Tíbet en China. El paso ubicado a una elevación de 4310 m.s.n.m, formaba parte de la antigua ruta de la seda. Nathu significa "oídos atentos" y La significa "paso" en tibetano. A veces también escrito como Ntula, Natu La, Nathula o Natula.

## Bibliografía

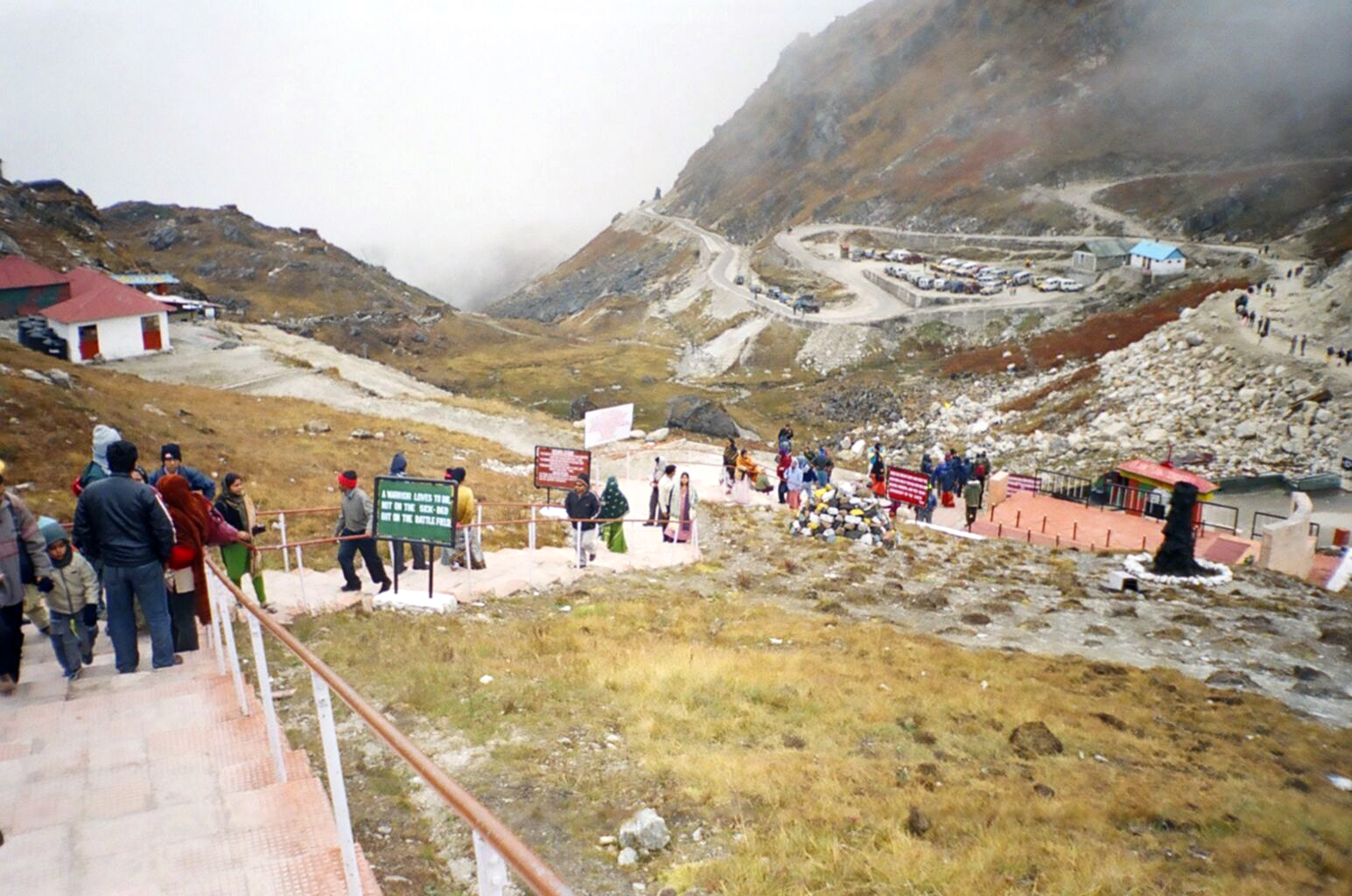
Escaleras que conducen a la frontera del lado indio.